# Andadura

Elefante caminando.

Bisonte al galope.

Se denomina andadura o paso al patrón de movimiento de las extremidades de los animales, incluidos los humanos, durante su locomoción sobre un sustrato sólido. La mayoría de los animales utilizan una variedad de pasos, eligiendo el paso según su velocidad, tipo de terreno, la necesidad de maniobra, y la eficiencia energética. Diferentes especies animales pueden utilizar diferentes pasos a causa de diferencias en su anatomía que no les permite utilizar ciertos pasos, o simplemente debido al desarrollo de preferencias innatas que son el resultado de los hábitats en que moran. Mientras que varias andaduras poseen nombres específicos, la complejidad de los sistemas biológicos y su interacción con el medio ambiente hace que las diferencias entre ellas muchas veces sea un tanto «difusa». Las andaduras son por lo general clasificadas de acuerdo a los patrones de sus pisadas, pero estudios recientes a menudo prefieren definiciones basadas en la mecánica. En general el término no hace referencia a propulsión basada en las extremidades a través de medios fluidos tales como el agua o el aire, sino a la propulsión sobre un substrato sólido al generar fuerzas reactivas contra el mismo (lo cual es aplicable tanto a una caminata bajo el agua como sobre terreno seco).
A causa de la rapidez de los movimientos de los animales, raras veces la observación simple directa es suficiente para permitir comprender el patrón de movimiento de las extremidades. A pesar de los primeros intentos por clasificar las andaduras a partir de las huellas que dejan o el sonido de los pasos, no fue sino hasta que Eadweard Muybridge y Étienne Jules Marey comenzaron a tomar series de fotografías rápidas que comenzó el examen científico de los pasos.

## Introducción
Los trabajos pioneros de Milton Hildebrand fueron fundamentales para el análisis científico y la clasificación de las andaduras. El movimiento de cada miembro fue segmentado en una fase de apoyo, en la cual la pata se encuentra en contacto con el suelo, y una fase de movimiento, en la cual la pata es levantada y desplazada hacia adelante. Cada miembro debe completar un ciclo en la misma extensión de tiempo, de lo contrario la relación entre un miembro y el resto podría cambiar en el tiempo, y no se logra establecer un patrón regular. Por lo tanto, toda andadura puede ser descrita por completo en función del comienzo y finalización de la fase apoyo de tres miembros con relación a un ciclo de un miembro de referencia, por lo general el miembro delantero izquierdo.